# 吻海绵盘虫
吻海绵盘虫（学名：Spongodiscus osculosa）为海绵盘虫科海绵盘虫属的动物。分布于南大洋以及中国东海等海域。